# 톰과 제리 테일즈
《톰과 제리 테일즈》(Tom and Jerry Tales)는 윌리엄 해나와 조지프 바베라가 만든 극장 만화 《톰과 제리》에 나오는 캐릭터들을 바탕으로 2006년부터 제작된 미국의 텔레비전 애니메이션이다. 2006~2008년에 방영된 에피소드는 2005~2007년에 제작된 저작권 날짜이다.

## 개요
톰과 제리 는 도시 설정, 공상 과학 설정, 판타지 설정 및 풍자적 역사적 설정 사이에 여러 하위 플롯이 있다.

## 출연진
- 돈 브라운 - 톰
- 샘 빈센트 - 제리
- 마이클 도노반 - 스파이크, 토시, 드루피
- 리스 톰슨, 샹탈 스트랜드 - 터피
- 니콜 올리버 - 투슈 부인, 부츠
- 콜린 머독 - 부치, 미트헤드
- 트레버 데발 - 라디오 아나운서
- 카를로스 알라즈라키 - 캐스퍼 롬바르도
- 벤 디스킨 - 유령 2
- 사프란 헨더슨 - 오리너구리 어머니
- 테드 콜 - Monkey
- 리처드 뉴먼 - 내레이터
- 켈리 셰리던 - 미스 매끈한
- 애슐리 볼 - 캥거루 엄마
- 마리케 헨드릭세 - 공주 외계인 마우스
- 제니퍼 헤일 - Kid 8
- 엘리 하비 - 코뿔소 어머니
- 마리에브 헤링톤 - Princess
- 마사사 모요 - Girl 1
- 맥신 밀러 - Green Witch
- 엘렌 케네디 - Purple Witch
- 제이크 디. 스미스 - Baby Mouse
- 캐시 웨슬럭 - 토마시나
- 니콜 부마 - Little Girl
- 타비타 세인트 저메인 - White Hero
- 크리 서머 - Yellow Hero
- 이안 제임스 콜렛 - Bunny
- 스콧 맥닐 - Rocket Shop Owner
- 데이비드 케이 - 마우리시오
- 게리 초크 - 인명 구조 원장
- 모리스 라마르슈 - 프랑켄슈타인
- 피터 켈라미스 - TV Announcer
- 제니스 자우드 - 키티
- 마이클 돕슨 - Male Kangaroo
- 사라 초크 - Baby Mouse 2
- 에리카 루트렐 - 펠레
- 존 페인 - 버스터
- 안드레아 리브만 - 두들
- 브라이언 드러먼드 - Bear
- 루이스 치릴로 - Lion
- 타라 스트롱 - Lioness 2
- 폴 돕슨 - Drummer Rat
- 매트 힐 - Surf Competition Announcer
- 카즈미 에반스 - Queen Alien Mouse
- 척 후버 - Bellhop
- 브리짓 바코 - Lioness 3
- 피터 뉴 - 토니
- 에린 피츠제럴드 - Lioness 1
- 케이티 크라운 - Sphinx Cat
- 지니 엘리아스 - Woman 1